# فيليس ألبرز
فيليس ألبرز (مواليد 27 ديسمبر 1999) هي لاعبة هوكي حقل هولندية،حصلت على الميدالية الذهبية مع منتخب هولندا في أولمبياد 2020.

## وصلات خارجية
- فيليس ألبرز على موقع الاتحاد الدولي للهوكي (الإنجليزية)
- فيليس ألبرز على موقع اللجنة الأولمبية الدولية (الإنجليزية)
- فيليس ألبرز على موقع أوليمبيديا (الإنجليزية)
- فيليس ألبرز على موقع تيم أن.أل (الهولندية)